# Distrito de Micaela Bastidas
El distrito de Micaela Bastidas es uno de los catorce que conforman la provincia de Grau  ubicada en el departamento de Apurímac, bajo la administración del Gobierno regional de Apurímac, en el sur del Perú.
Desde el punto de vista jerárquico de la Iglesia católica forma parte de la Diócesis de Abancay la cual, a su vez, pertenece a la Arquidiócesis de Cusco.

## Historia
El distrito fue creado mediante Ley n.º 12861 del 20 de diciembre de 1957, en el segundo gobierno de Manuel Prado Ugarteche.

## Geografía
La ciudad de ayrihuanca se encuentra ubicada en los Andes Centrales.

## Autoridades

### Municipales
- 2011-2014:[3]
- Alcalde 2009-2014: Teodolfo Pumacayo Quispe.
- Alcalde 2014-2019: Gil Moyna.
- Alcalde 2019-2022: Everth Moina Miranda 
  - Regidores: Elmer Taype Costilla, Vidal Moina Salazar, Mario Muñoz Quispe, Delia Sáanchez Quispe, Walter Costilla Escajadillo.

## Festividades
- Carnavales.
- Patrón Santiago.
- Virgen Santa Rosa de Lima.
- Virgen Natividad.
- Niño Jesús.